# Albert Jaouen
 (février 2025).
Pour les articles homonymes, voir Jaouen.
Albert Jaouen, né le 21 juillet 1909 à Quimper et mort le 28 août 1976 à Châtellerault, est un homme politique français.

## Biographie
Né dans une famille ouvrière, il entre dans la vie active comme plombier dans sa ville natale. Adhérent des jeunesses communistes dès 1925, il rejoint le Parti communiste français en 1930. Officier dans les Brigades internationales pendant la guerre d'Espagne, il est blessé et rentre en France en octobre 1938.
Blessé au début de la Seconde Guerre mondiale où il sert comme artilleur, il participe à sa sortie de l'hôpital à la réorganisation clandestine du PCF dans le Finistère.
Arrêté en juillet 1941, il participe à l'organisation des évasions des cadres communistes, avant de s'évader lui-même en janvier 1943, en compagnie notamment de Pierre Le Queinec.
Il rejoint alors la résistance communiste, d'abord dans le Finistère, puis sur la façade atlantique où il réorganise les FTP. Promu colonel des FTP en juin 1944, il participe aux combats de la Libération dans l'Est, et est à nouveau blessé.
Candidat communiste aux élections cantonales, à Brest, en 1945, il est élu au Conseil de la République en 1946, mais n'est pas réélu en 1948.
Tête de liste du PCF aux élections municipales de 1947 à Brest, il obtient 29.5 % des voix, mais échoue face à la liste RPF d'Alfred Chupin.
Après 1953, pour raisons de santé, il se retire de la vie politique. Dans les années 1960, il est le compagnon de Catherine Lagatu.

## Détail des fonctions et des mandats
Mandat parlementaire
- 8 décembre 1946 - 7 novembre 1948 : Sénateur du Finistère